# Ducado de Westfalia
El ducado de Westfalia (en alemán, Herzogtum Westfalen) fue un territorio histórico en el Sacro Imperio Romano Germánico, que existió a partir de 1180. Se encontraba en la región, más amplia, de Westfalia, originariamente una de las tres regiones principales del ducado raíz alemán de Sajonia y hoy parte del estado alemán de Renania del Norte-Westfalia. El ducado fue desempeñado por los arzobispos y electores de Colonia hasta su secularización en 1803.

## Geografía
El ducado comprendía, aproximadamente, el territorio de lo que hoy son los disrtritos de Olpe y Hochsauerland, así como las zonas vecinas del distrito de Soest y La Marck (Menden y Balve), desde 1507 también el exclave de Volkmarsen (una antigua propiedad de la abadía imperial de Corvey). La ciudad de Soest se perdió en favor del ducado de Cléveris-Mark después del Soester Fehde (disputa de Soest) en 1449.
El ducado bordeaba con el territorio de los príncipes-obispos de Münster más allá del río Lippe en el norte y con el del Principado obispado de Paderborn en el noreste; ambos principados eclesiásticos también habían surgido del anterior ducado de Sajonia, mientras que el landgraviato de Hesse, los condados de Nassau y Waldeck en el sureste fueron parte del antiguo ducado raíz de Franconia. El ducado de Berg renano y el condado de Mark westfaliano en el oeste quedó como un obstáculo para una conexión por tierra con el territorio de Colonia en la parte baja del Rin.
El ducado westfaliano formó la mayor parte del electorado de Colonia. Aparte del fértil Hellweg Börde al norte de las colinas Haar, parte de la Tierra baja westfaliana, las tierras ducales principalmente comprendieron zonas montañosas y boscosas, con algunos depósitos significativos de metal y manantiales de agua salada. La sección Hellweg conectando las ciudades de Werl, Erwitte y Geseke formó parte de una importante ruta comercial desde Aquisgrán hasta Goslar.

## Historia

Escudo de armas del antiguo ducado de Westfalia.

El territorio formaba parte del ducado raíz de Sajonia junto con Angria y Ostfalia, las tierras westfalianas fueron cristianizadas por los arzobispos de Colonia a petición del gobernante franco Carlomagno tras conquistarlo con las guerras sajonas. Las primeras parroquias se establecieron al este de las fincas renanas alrededor de Soest, donde los arzobispos extendieron su territorio episcopal. La fundación de numerosos monasterios, como la abadía de Grafschaft en 1072 por Anno II de Colonia, estabilizó el gobierno eclesiástico.

### Creación del ducado (1102-1180)
En la feroz querella de las investiduras, el arzobispo Federico I de Colonia en 1102 había ocupado la mitad del territorio de los condes westfalianos de Arnsberg, defensores del emperador Enrique IV. Los otros condados de la región no pudieron resistir la invasión del poderoso arzobispado, y pronto le siguieron los condados de Werl, Rüthen y Volmarstein (cerca de Wetter). Los anteriores condes de Werl crearon un nuevo condado conocido como Werl-Arnsberg, y consiguieron mantener su territorio, más y más pequeño, independiente de los arzobispos hasta que finalmente lo vendieron en 1368. Después de que el rebelde duque sajón Enrique el León fue derrotado en 1180, el emperador Federico Barbarroja entregó al arzobispo de Colonia Felipe de Heinsberg estos territorios y el suroeste del anterior ducado de Sajonia como "ducado de Westfalia".

### Expansión (1180-1445)
Engelberto de Berg, arzobispo de Colonia desde 1220, comenzó una campaña para forzar a la nobleza de Westfalia a someterse y quitarles la administración de varias tierras eclesiásticas dispersas. Engelberto logró conectar las tierras del ducado anexionándose el territorio de Hellweg a Diemel, y aseguró el sur de la Sauerland en Attendorn en 1222. La controversia por su expansión fue en aumento y al final llevó a la muerte de Engelberto a manos de Federico I de Isenberg en 1225. En 1260 con un acuerdo con los duques de Brunswick el río Weser se convirtió en la frontera oficial de las esferas de influencia. En 1277 los arzobispos lograron derrotar a una amplia confederación de oponentes westfalianos y bajo-renanos, pero ulteriores acciones en 1288 forzaron a los arzobispos a abandonar sus intenciones sobre gran parte del territorio más amplio de Westfalia. La adquisición y anexión de Werl-Arnsberg en 1368 unió los territorios del norte y sur del Sauerland.
El arzobispo Federico von Saarwerden empezó una campaña desesperada para mantener los derechos de Colonia en Marck, y en 1392 se vio obligado a abandonarlos. Su sucesor, Dietrich II de Moers fue testigo de los últimos intentos de Colonia de obtener el gobierno de Westfalia intentando romper las poderosas posiciones de Cléveris y Marck. La carga financiera colocada sobre los caballeros y las ciudades del ducado de Westfalia les llevó a unirse en 1437. Colonia hizo la paz con Cléveris en 1441: esto llevó a que Soest, la ciudad más rica de Westfalia, rechazase reconocer la supremacía de Colonia en 1444 en el Soester Fehde (disputa de Soest), que duró hasta 1449. Soest se había convertido en parte del ducado de Cléveris. En adelante, la ciudad de Arnsberg se convirtió en la capital administrativa de Westfalia. Económicamente la pérdida de Soest había debilitado al ducado. Especialmente porque los alrededores de la ciudad eran muy fértiles y el grano se necesitaba para las regiones montañosas del sur. Se logró la paz con Marck en 1445 que vio cesiones territoriales por ambas partes.

### Westfalia hasta el final del Imperio (1445-1806)
Después del Soester Fehde (disputa de Soest), la ciudad de Soest siguió siendo parte del ducado de Cléveris. A partir de 1463, la liga de caballeros y ciudades en Westfalia empezaron una larga y amarga lucha contra los arzobispos. Durante el reinado del arzobispo Herman V de Wied (1515-1546), la reforma llegó a Westfalia. Con el tiempo, se reprimió la reforma, pero durante el reinado del arzobispo Gebhard Truchsess von Waldburg (1577-1583) la reforma regresó y se vio obligado a ocuparse de Westfalia en 1582 donde varios caballeros y ciudades habían adoptado esta nueva doctrina. El recién elegido arzobispo Ernesto de Baviera (1583-1612) y su hermano Fernando de Baviera lograron recuperar el ducado para el arzobispado en el comienzo de la guerra de Colonia en 1583 con el apoyo español, y el protestantismo sobrevivió sólo en la región fronteriza de Waldeck y Hesse. El ducado de Westfalia fue de nuevo confirmado como territorio integral del arzobispado en 1590.
Como la mayor parte de los territorios alemanes, Westfalia sufrió durante la guerra de los Treinta Años. En 1794 los arzobispos se trasladaron a Westfalia después de que los franceses se anexionaran los territorios al oeste del río Rin. En la secularización de 1803 el ducado de Westfalia se convirtió en parte de Hesse-Darmstadt.

### Después del imperio (1806-1815)
En 1807 se creó el reino de Westfalia pero no incluía el ducado y su capital fue Kassel. El congreso de Viena entregó el ducado de Westfalia a Prusia a cambio de importantes tierras al oeste del Rin, y el ducado fue incorporado a la provincia de Westfalia en 1815.